# Ferdinand Jagemann
Ferdinand Jagemann (Weimar, 24 août 1780 – 9 janvier 1820) est un peintre portraitiste allemand.

## Biographie
Ferdinand Jagemann est le fils du bibliothécaire Christian Joseph Jagemann (en) et frère de l'actrice Karoline Jagemann. Celle-ci fut la maîtresse du duc Charles-Auguste de Saxe-Weimar-Eisenach, ce qui a permis à Ferdinand d'étudier la peinture avec la famille Tischbein (de). Il a aussi étudié auprès du peintre de cour Georg Melchior Kraus à Weimar et d'Heinrich Füger à Vienne. Il a ensuite effectué des voyages d'étude à Paris et en Italie.
Bien connu comme portraitiste, il a dessiné en 1805 Schiller sur son lit de mort. Professeur à l'École princière de dessin de Weimar, il est mort en 1820. Son éloge funèbre a été prononcé par Goethe (dont il avait peint plusieurs portraits en 1805, 1806, 1817 et 1819).

## Galerie

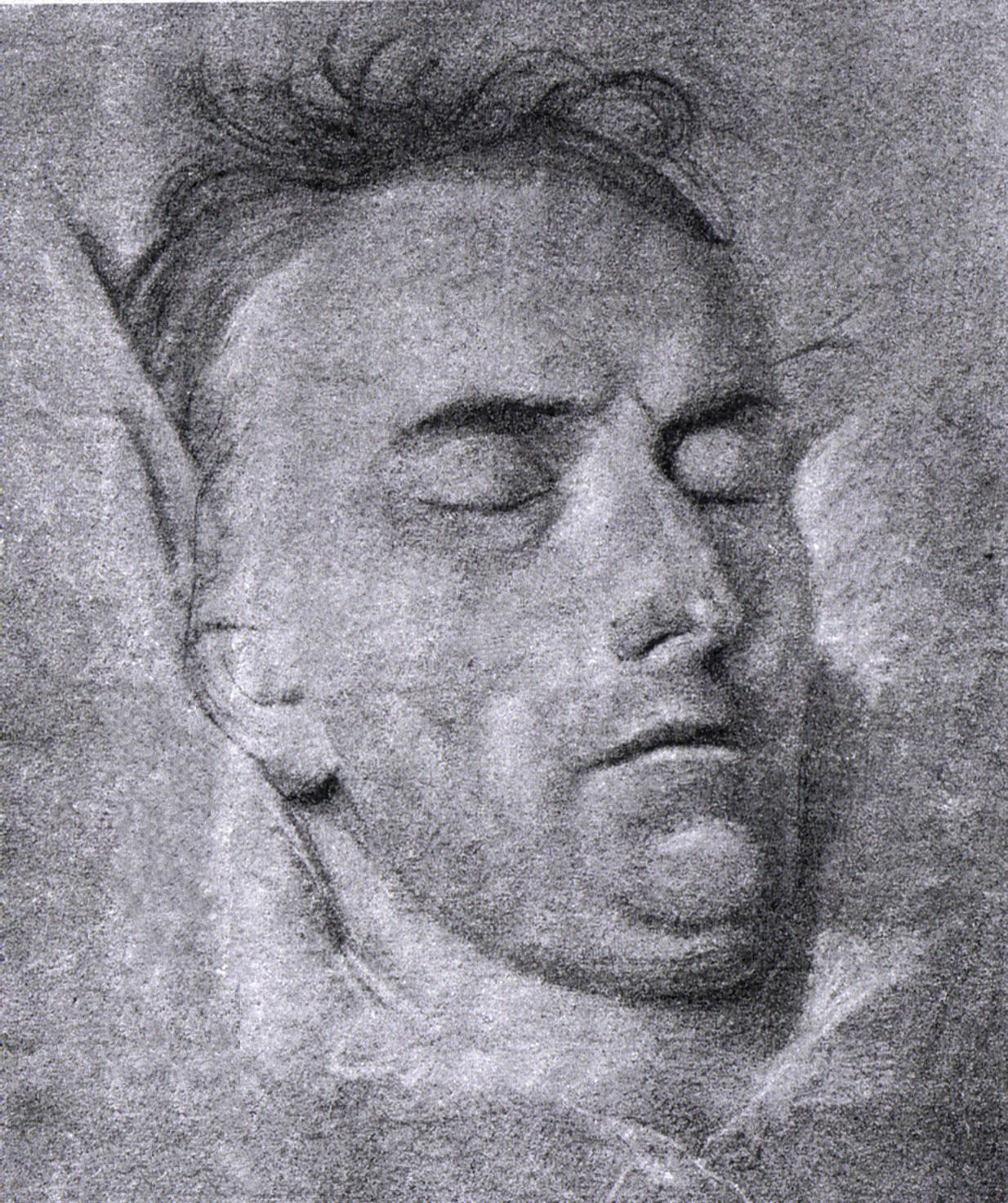
Schiller sur son lit de mort, 1805.
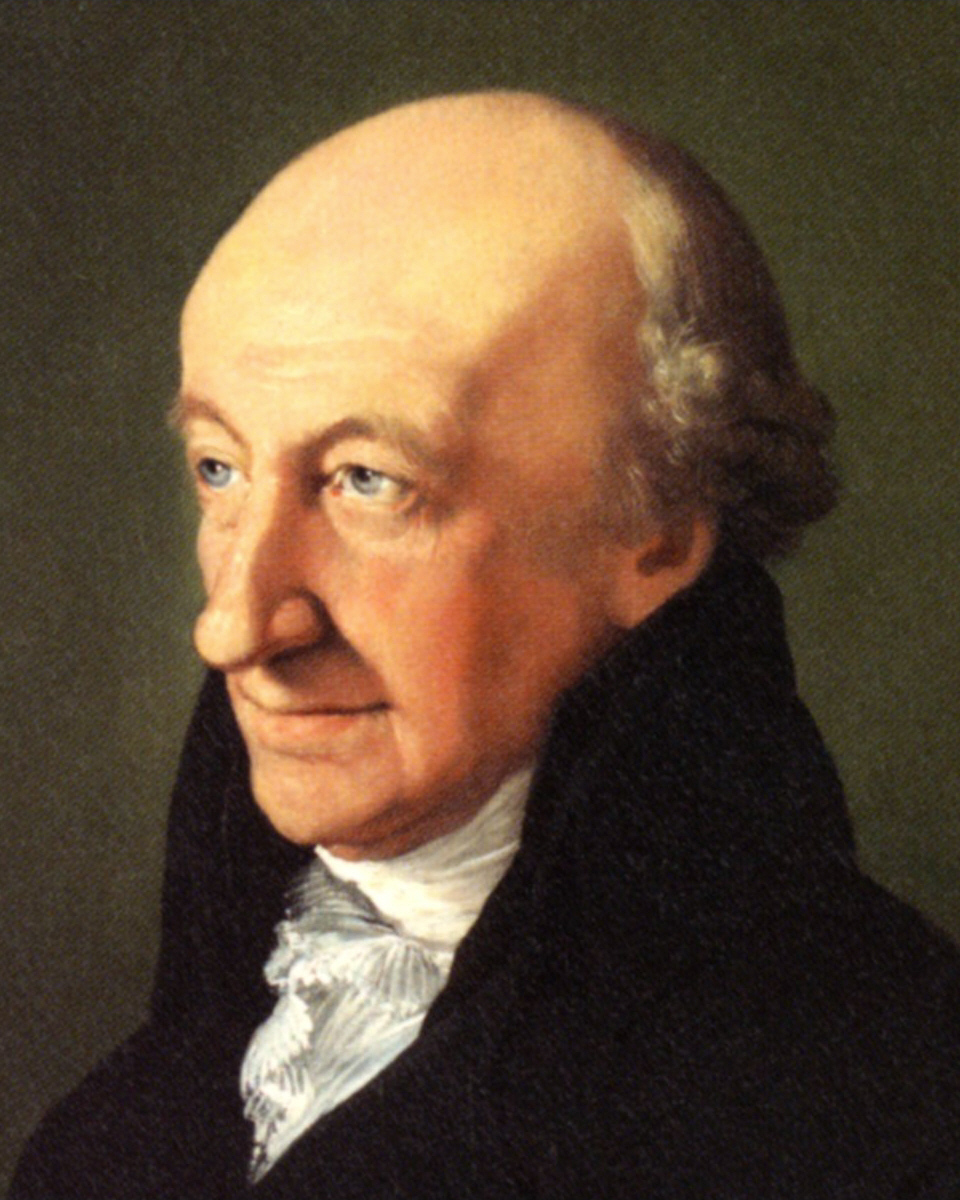
Portrait de Christoph Martin Wieland, 1805.
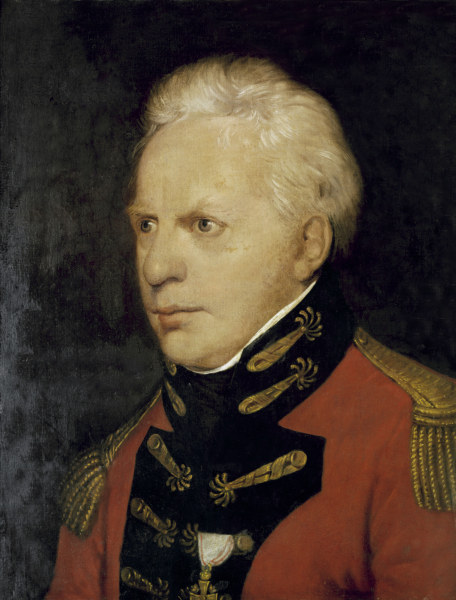
Portrait de Georg Nikolaus von Nissen, 1809.
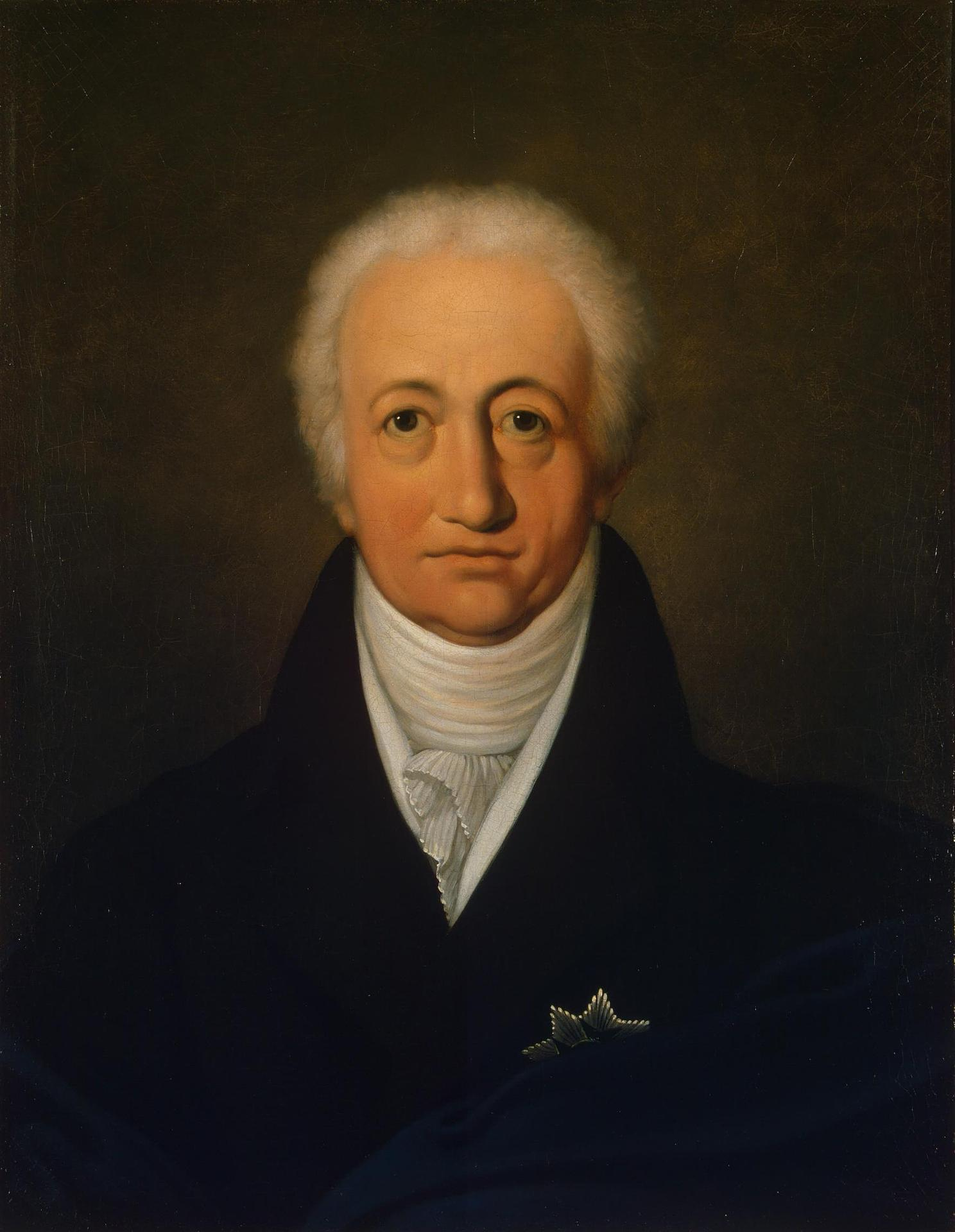
Portrait de Goethe, 1818 (Musée de l'Ermitage).